# Починки (Кашинский район)
Починки — деревня в Кашинском городском округе Тверской области.

## География
Находится в юго-восточной части Тверской области на расстоянии приблизительно 21 км на север-северо-восток по прямой от города Кашин.

## История
Населенный пункт был показан ещё на карте Менде (1855—1857 года). В 1859 году здесь (деревня Мышкинского уезда) Ярославской губернии было учтено 16 дворов. До 2018 года входила в состав ныне упразднённого Шепелевского сельского поселения.

## Население
Численность населения: 152 человека (1859 год), 45 (русские 100 %) в 2002 году, 48 в 2010.